# Zsigmond Kemény
Zsigmond Kemény (Vințu de Jos, 12 giugno 1814 – Cămărașu, 22 dicembre 1875) è stato un politico e scrittore ungherese.

## Biografia
Nacque in una famiglia nobile, studiò medicina a Vienna e giurisprudenza a Târgu Mureș prima di dedicarsi alla letteratura esordendo con saggi politici.
Si distinse soprattutto per i romanzi storici, ambientati in Ungheria e incentrati sulle descrizioni di un grande protagonista. 
Dalla sua religiosità calvinista derivò il pessimismo con il quale caratterizzò i suoi scritti.
Nel 1846 si trasferì a Pest, dove il suo opuscolo Partigianeria e il suo antidoto, lo aveva già reso famoso. 
Parlamentare dal 1848, aderì alla rivoluzione ungherese e, avendo gli Austriaci sconfitto Luigi Kossuth, fu processato ed espulso dal parlamento.
Propose un compromesso con l'Austria e la moderazione in politica, nei suoi due opuscoli, Dopo la rivoluzione e Una parola in più dopo la Rivoluzione. 
Divenne redattore del Diario di Pest e nel 1865 rientrò in parlamento.
Tra le sue opere principali si possono citare Pál Gyulai (1847), dedicato ad un grande umanista; La vedova e la figlia (1855), descrizione di una donna del XVII secolo; I fanatici (1859), incentrato sulle discordie fra i calvinisti.